# Rivière English (Ontario)
La rivière English (ou English River) est un cours d'eau situé dans le centre-ouest de l'Ontario. Elle a un point de confluence avec la rivière Winnipeg à la frontière Ontario-Manitoba.

## Occupation des territoires
Les réserves ojibwés du lac Seul, d'English River (en) et d'Islington  sont situées le long des rives de la rivière English.